# Simon McBurney
Simon McBurney, född 25 augusti 1957 i Cambridge, är en engelsk teaterregissör och skådespelare.

## Biografi
1980 utexaminerades Simon McBurney från Peterhouse Collage vid University of Cambridge där han studerat engelsk litteratur. Därefter begav han sig till Paris för att utbilda sig till skådespelare hos Jacques Lecoq. 1983 var han med och grundade han den fria gruppen Théâtre de Complicité där han varit verksam sedan dess som skådespelare och dess ledande regissör. Gruppens starka ensemblespel och fysiska spelstil är präglat av Jacques Lecoqs teaterestetik. Simon McBurneys regi kännetecknas även av visuell scenisk uppfinningsrikedom där skådespelarnas kroppar ofta får skapa rummet. Hans föreställningar har turnerat jorden runt och varit inbjudna till Avignonfestivalen, Wiener Festwochen, Edinburgh Festival Fringe och Edinburgh International Festival. Han har även gästregisserat på ledande teatrar i Storbritannien, däribland Royal National Theatre och Royal Court Theatre. 2012 var Simon McBurney som förste britt associerad konstnär vid Avignonfestivalen. Bland priser han mottagit som regissör kan nämnas Laurence Olivier Award 1998 och Critics' Circle Theatre Award 1999 och 2007. 2005 mottog han Brittiska imperieorden (OBE). Simon McBurney är en etablerad filmskådespelare och har bland annat kunnat ses i The Last King of Scotland och Tinker, Tailor, Soldier, Spy. 1997 belönades Théâtre de Complicité och han med Premio Europa New Theatrical Realities.

## Gästspel i Sverige
Med Théâtre de Complicité.
- 1995 The Three Lives of Lucie Cabrol efter John Berger, dramatisering Simon McBurney & Mark Wheatley, Orionteatern
- 1999 The Street of Crocodiles efter Bruno Schulz, dramatisering Simon McBurney & Mark Wheatley, Stockholms stadsteater
- 2000 Light efter Torgny Lindgrens Ljuset, dramatisering Simon McBurney & Matthew Broughton, Stockholms stadsteater